# Thorbjørn Svenssen
Thorbjørn Svenssen (n. Sandefjord, Noruega, 22 de abril de 1924 - m. Sandefjord, 8 de enero de 2011) fue un futbolista noruego. Jugaba de defensor central y pasó toda su carrera en el Sandefjord Ballklubb de su pueblo natal. También ostenta el récord con la mayor cantidad de partidos jugados para su selección nacional con 104, además de haber sido su capitán en 93 ocasiones.
Svenssen alcanzó la marca de 100 partidos internacionales con Noruega en 1961, convirtiéndose así en tan solo el segundo jugador en la historia en jugar por lo menos 100 partidos con su selección en ese entonces, tres años después de que Billy Wright haya alcanzado esta hazaña con Inglaterra. Jugó para su selección hasta el año 1962, y con el Sandefjord hasta 1966, amasando un total de 237 presentaciones.
Svenssen falleció de un derrame cerebral en su pueblo natal en enero de 2011 a los 86 años.